# Czełoniec
Czełoniec (biał. Чаланец; ros. Челонец) – wieś na Białorusi, w obwodzie mińskim, w rejonie soligorskim, w sielsowiecie Chorostów.
W dwudziestoleciu międzywojennym leżał w Polsce, w województwie poleskim, w powiecie łuninieckim, w gminie Lenin (Sosnkowicze), w pobliżu granicy ze Związkiem Radzieckim.